# Uprising of the 20,000

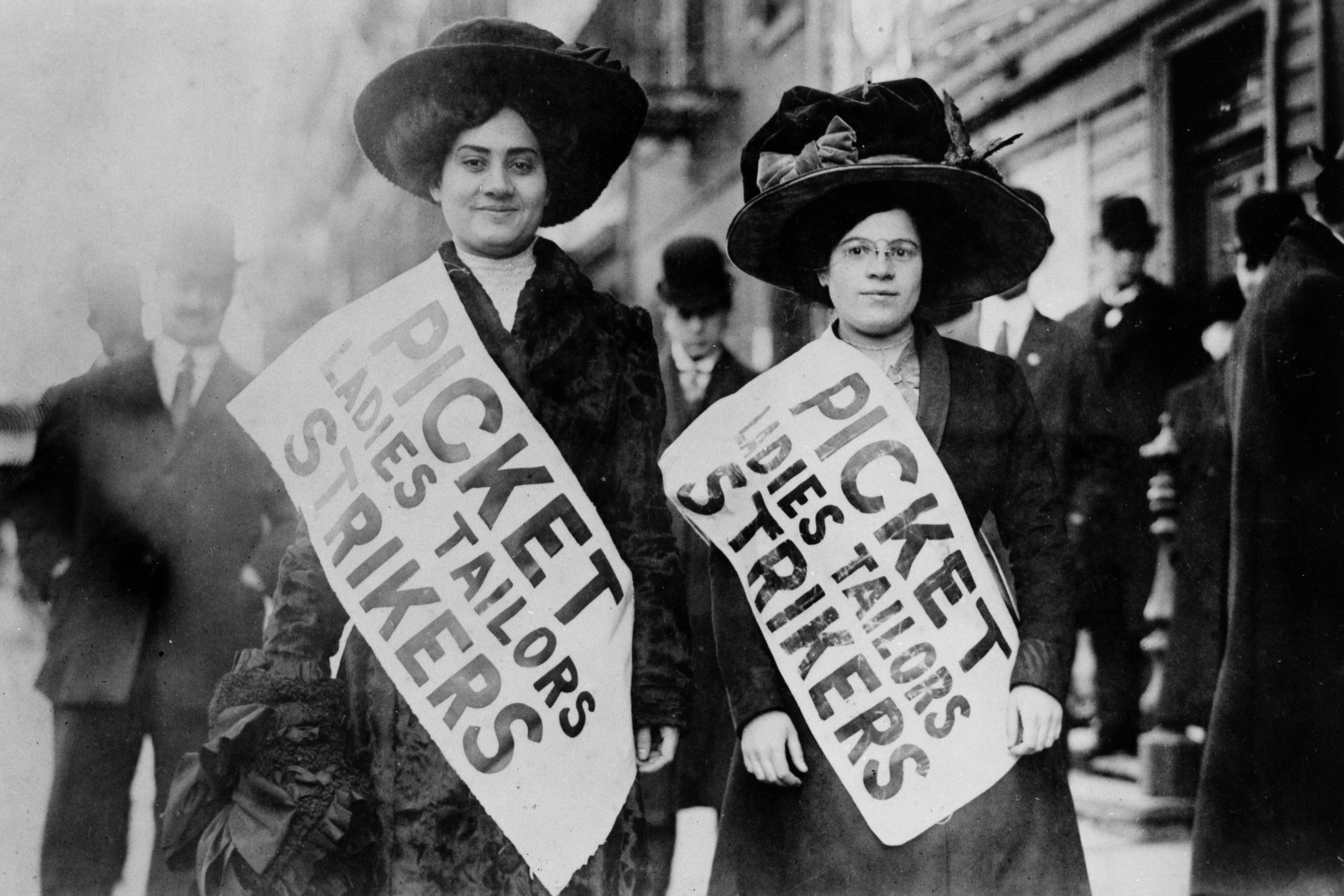
Twee vrouwen op hun stakerspost in februari 1910

De Uprising of the 20,000 was een staking van New Yorkse, voornamelijk joodse blousesnaaisters (shirtwaists) die eind november 1909 begon en afliep in februari 1910. Het was tot dan de grootste vrouwenstaking in de Verenigde Staten. De staking werd aangevoerd door Clara Lemlich en de International Ladies' Garment Workers' Union (ILGWU) met de steun van de National Women's Trade Union League of America (NWTUL). De stakende arbeidsters wonnen hogere lonen en betere werkomstandigheden. 